# 李沛霖
李沛霖，GLM（1948年—），男，汉族，澳门人，中华人民共和国政治人物，澳门中华教育会会长，第十二届全国人民代表大会澳门地区代表。

## 生平
2008年起担任全国人大代表。2013年，担任全国人大代表。